# Kloning
Kloning innebär skapandet av genetiska kopior av en individ, det vill säga flera individer med samma arvsanlag, men också kopiering på cellnivå eller på gennivå. Kloning är naturligt förekommande och vanligt hos bakterier och växter, men ovanligt hos djur. Kloner uppkommer ibland spontant hos djur och människor som enäggstvillingar. Ordet klon kommer ursprungligen från antika Grekland κλών (kvist). Det finns tre typer av artificiell kloning, Gen, Terapeutisk, och reproduktiv kloning. Genkloning är lite annorlunda jämfört med reproduktiv/ terapeutisk kloning på grund av att man inte använder samma teknik då man utför genkloningen. 

## Reproduktiv kloning

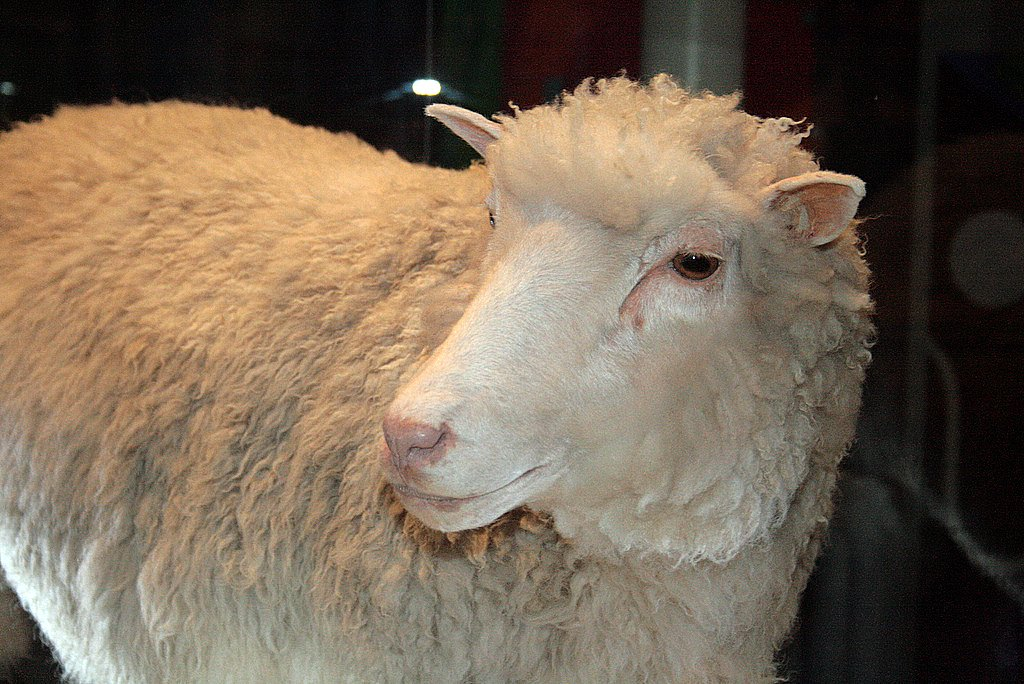
Fåret Dolly

Artificiell kloning av vuxna organismer, kallad reproduktiv kloning, sker genom att DNA från individens celler (ofta hudceller) injiceras i en äggcell där cellkärnan avlägsnats. Reproduktiv kloning kallas även somatisk cellkärnöverföring eller kärnöverföring. Äggcellen och DNA:et förenas genom antingen en elstöt (som fåret Dolly), eller med hjälp av kemikalier. Sedan placeras äggcellen i livmodern på en bärarorganism, där den förhoppningsvis utvecklas till en fullt fungerande genetisk kopia av individen. Det är en osäker teknik att  genomföra. 
Kloning går till genom att man tar en vanlig kroppscell från det djur man vill klona. Ur denna tar man fram cellkärnan, där cellens alla kromosomer ligger. Sedan tar man ett obefruktat ägg från vilken hona som helst av samma art. Från detta ägg opererar man bort cellkärnan. Cellkärnan från det djur som skall klonas förs sedan in i det kärnlösa ägget. På så sätt får man ett ägg med en cellkärna som inte bär sina egna arvsanlag, utan arvsanlagen från den individ som skall klonas. (Detta kallas ofta kärnöverföring). Denna äggcell läggs i en skål med näringsämnen, börjar dela sig och utvecklas till ett embryo, som planteras in i livmodern hos en fostermoder, där det utvecklas till en färdig unge. Så småningom föds det klonade djuret. I verkligheten är detta en besvärlig process, där mycket kan gå fel. Hos alla däggdjursarter man hittills lyckats klona har man varit tvungen att börja med hundratals eller tusentals ägg för att i slutändan få ett fåtal friska klonade ungar. 
Kloning av djur är idag tillåten i flera i-länder och man får sälja produkter från klonade djur i USA.
Genom kloning åstadkommer man individer med samma DNA i kromosomerna. Genom den beskrivna metoden kommer däremot  mitokondrierna att ärvas av individen från vilken ägget togs, och bakteriefloran i huvudsak av fostermodern. Nyare forskning pekar på att också den senare kan ha stor betydelse för utvecklingen.

## Terapeutisk kloning
En annan typ av kloning, kallad terapeutisk kloning, är när celler från ett embryo tas om hand och börjar odlas i en cellkultur. Cellerna i kulturen är i princip identiskt lika och ospecialiserade stamceller. Avsikten med denna typ av kloning är att producera mänskliga celler som kan användas för att behandla olika sjukdomar och även bota dem. Terapeutisk kloning görs genom somatisk cellkärnöverföring. 
När man utför en terapeutisk kloning kräver det att stamcellerna är identiska med patientens vävnadsceller, annars sker en avstötning av immunförsvaret och cellerna förkastas, för att undvika en sådan händelse måste cellerna ha exakt samma genetisk sammansättning. Detta kan man då teoretiskt få genom att "omprogrammera" somatiska celler från patienten till embryonala stamceller. Man tar en cell från den patient som lider av t. ex. en sjukdom och plockar ut cellkärnan från cellen, med hjälp av kärnöverföring smälter man in kärnan i en obefruktad (kärnfri) cell från donator och låter cellen utveckla sig. När celler delat sig ett antal gånger och bildat en s.k blastocyst så kan den förstöras och stamcellerna kan tas ut. Nu har man stamceller till behandlingen för sjukdomen patienten lider av. Man kan även studera genetiska sjukdomar genom terapeutisk kloning, detta gör man genom stamcellerna, de har ju samma genuppsättning som individen.

## Embryodelning
Detta sätt efterliknar den naturliga processen av skapandet av enäggstvillingar. Man delar embryo på artificiell väg i en Petriskål i labb för att senare placera det i en surrogatmamma där de fortsätter att utvecklas till foster. 

## Genkloning
Genkloning eller rekombinant DNA-teknik används oftast inom läkemedel. Man överför en specifik gen till en värdorganism som kan föröka sig utan befruktning (delning). Oftast väljer man organismer som t.ex. bakterier, på grund av deras förmåga att dela sig så hastigt. Man "plockar" ut en viss gen man vill föröka för undersökning eller läkemedel. Detta görs med hjälp av restriktionsenzymer som klipper ut genen. Den överförs sedan till en bakterie. Nu kan man låta denna gen föröka sig med bakterien. Tekniken har man använt sedan 1970- talet. Man har bland annat kunnat tillverka insulin genom rekombinant DNA-teknik (genkloning). Då tas ett anlag för insulintillverkning från en människas kromosom och överförs till en bakterie plasmid. När bakterien delar sig förökas också det infogade arvsanlaget (genen) från människan. Detta är en ganska så effektiv och billig metod för att framställa insulin till diabetiker. Forskare kan även studera en viss gen genom att använda bakteriernas plasmid och göra flera kopior av genen som ska undersökas och på detta sätt har man kunnat se vilken gen som är skadlig för organismen. Genkloning används i olika biologiska experiment som sträcker sig från genetiska fingeravtryck till storskalig proteinproduktion.
Man delar in processen i tre steg: 
1: Bryta isär en viss gen från kromosomen (patienten).
2: Med hjälp av DNA ligas "klistra" ihop fragmentet med värdorganismens DNA- sträng.
3: Föra in den nya DNA- strängen in i cellen (bakteriecellen). Detta genom t.ex. kemisk sensitivation, elektroporering, optisk injektion. Bakterien börjar sedan föröka sig.

## Kloner i vinvärlden
Inom vinodling används begreppet helt annorlunda (och förvirrande). I vinbranschen avser en "klon" en naturligt uppkommen mutation med något annorlunda genuppsättning, inte identiskt lika.